# Harihar Airport
Harihar Airport är en flygplats i Indien.   Den ligger i distriktet Haveri och delstaten Karnataka, i den södra delen av landet, 1 600 km söder om huvudstaden New Delhi. Harihar Airport ligger 540 meter över havet.
Terrängen runt Harihar Airport är platt. Runt Harihar Airport är det tätbefolkat, med 636 invånare per kvadratkilometer. Närmaste större samhälle är Davangere, 16,7 km sydost om Harihar Airport. Trakten runt Harihar Airport består till största delen av jordbruksmark.